# 류한욱
류한욱(1917년 5월 24일 ~ 2009년 12월 26일)은 대한민국의 비전향 장기수이다.

## 생애
평안북도 철산군 부서면에서 소작농의 외아들로 태어났다. 어릴 때 어머니를 여의고 아버지와 함께 떠돌이로 어려운 생활을 하였다. 신의주에 정착한 뒤 학교를 다니면서부터 반일 감정을 키웠다. 이 지역은 압록강과 가까워 만주 지역의 항일 운동 소식이 자주 들려왔으며, 일본 군경의 활동도 활발하였기 때문이다.
신의주에서부터 축구 등 스포츠에 뛰어났던 류한욱은 만주로 건너가 펑톈에서 권투 선수가 되었다. 일제 강점기 동안 권투 선수로 활동하다가 태평양 전쟁이 끝나자 고향 철산으로 돌아왔다. 북조선로동당에 입당하고 철산군 백량면 면당 위원장을 맡아 북조선임시인민위원회의 토지개혁 정책을 시행하였다. 평북경찰서에서 검사를 지내기도 했다.
1954년 가을에 공작원으로 남파되었다가 의정부에서 총상을 입고 체포되었다. 전향을 거부하고 비전향 장기수로 수감 생활을 하던 중, 1969년에 대전교도소에서 뇌출혈로 쓰러졌다. 운동선수 출신으로 건강했던 류한욱은 자신이 뇌출혈을 일으킨 것이 고문에 의한 것이라고 주장하였다. 이때의 뇌출혈로 반신불수가 되었다.
이후 광주교도소에서 다시 한번 뇌출혈을 일으켜 몸을 움직이지 못하고 말도 하지 못하게 되었다. 음식은 감방 동료가 입에 넣어주어야 먹을 수 있었다. 류한욱은 이때도 운동 중에 간수에게 구타당하면서 뇌출혈을 일으켰다고 밝혔다. 전향을 하지 않아 치료를 받지 못하다가, 1991년 2월 22일에 회생 가능성이 없는 환자로 분류되어 출감하였다. 총 수감 기간은 약 36년이다.
충청북도 음성군의 꽃동네를 거쳐 서울 관악구에서 다른 출소 장기수들과 공동생활을 하였다. 비전향 장기수를 소재로 한 다큐멘터리 영화 《송환》 촬영에도 응하였다. 영화 속의 류한욱은 몸이 불편해 거동하지 못하면서도 강인한 기상을 잃지 않는 인물로 그려졌다. 2000년 6·15 남북 공동선언에 의해 조선민주주의인민공화국으로 송환되고 조국통일상을 받았다.

## 참고자료
- 안영기 외 13인 (2003). 〈민족의 존엄과 자존심에 강자의 삶이 있다 (류한욱)〉. 《신념과 의지의 강자들 -  비전향 장기수들의 수기 3》. 평양: 평양출판사.